# 萊克蒙特派因斯 (加利福尼亞州)
萊克蒙特派恩斯（英語：Lakemont Pines）是位於美國加利福尼亞州卡拉韋拉斯縣的一個非建制地區。該地的面積和人口皆未知。

## 地理
萊克蒙特派恩斯的座標為38°14′07″N 120°22′17″W / 38.23528°N 120.37139°W，而該地的平均海拔高度為1154米（即3786英尺）。